# Parc national des Îles Atlantiques de Galice
Le parc national des Îles Atlantiques de Galice (galicien : Parque Nacional das Illas Atlánticas; espagnol : Parque nacional de las Islas Atlánticas de Galicia) est un parc national dans la province de Pontevedra en Espagne qui comprend les îles de Ons, Cies, Noro, Sálvora et l'île de Cortegada. Il a une superficie de 1 200 hectares terrestres et 7 200 maritimes. C'est le seul parc national d'Espagne en Galice. Depuis 2021, il est désigné comme site Ramsar protégé.

## Histoire
Des vestiges attestent d'une occupation humaine depuis l'âge du fer. On y a trouvé aussi des céramiques de l'époque de l'empire romain. Plus récemment, les îles ont été habitées jusqu'au XVIIIe siècle, mais la peur des pirates a fait fuir la population. En 1980 les îles Cies ont été déclarées parc national. Elles sont aussi zone spéciale de protection pour les oiseaux. Le  13 juin 2002 l'ensemble était déclaré parc national et 6 mois plus tard le naufrage du pétrolier Prestige amenait la marée noire épargnant l'île de Cortegada. Les îles Sisargas et les îles Lobeiras sont susceptibles d'intégrer le parc à l'avenir.
En 2017, le nombre de visiteurs du parc s’élevait à 327 149 .

## Flore et faune
Cet écosystème de terre marine possède une forêt de lauriers et plus de 200 espèces d’algues. Il se distingue également par ses crustacés, ses coraux et ses anémones.
Parmi les espèces d’oiseaux, celles qui sont particulièrement importantes en raison de leur niveau de menace sont le pétrel tempête européen (Hydrobates pelagicus), dont la colonie de nidification pourrait représenter 1 % de la population atlantique espagnole ou le puffin hivernant des Baléares (Puffinus mauretanicus) et le courlis cendré (Numenius arquata) inclus dans le catalogue espagnol des espèces menacées d’extinction en tant qu’espèces en voie de disparition. La présence du goéland à pattes jaunes (Larus cachinnans michahellis) est particulièrement remarquable; c’est une espèce migratrice, dont les estimations de population dans les îles atlantiques de Galice représentent 7 à 15 % de la population mondiale et un tiers de la population espagnole; ou la présence du cormoran huppé (Phalacrocorax aristotelis), inclus dans la catégorie vulnérable dans le catalogue espagnol des espèces menacées et dans le catalogue galicien des espèces menacées, qui compte sur ce territoire 1 à 3% de sa population mondiale et 78% de sa population espagnole.
En ce qui concerne les mammifères marins, il convient de noter la présence de jusqu’à 27 espèces de cétacés et de pinnipèdes. Les espèces les plus fréquentes sont le grand dauphin (Tursiops truncatus), le marsouin commun (Phocoena phocoena), le globicéphale à longues nageoires (Globicephala melas) et le dauphin commun à bec court (Delphinus delphis) .
De plus, le parc voit une présence régulière de tortues marines. Parmi eux, les espèces les plus fréquentes sont la tortue caouanne (Caretta caretta), ainsi que la tortue verte (Chelonia mydas), la tortue de mer de Kemp (Lepidochelys kempii), la tortue imbriquée (Eretmochelys imbricata) ou la tortue luth ('Dermochelys coriacea) .

## Galerie

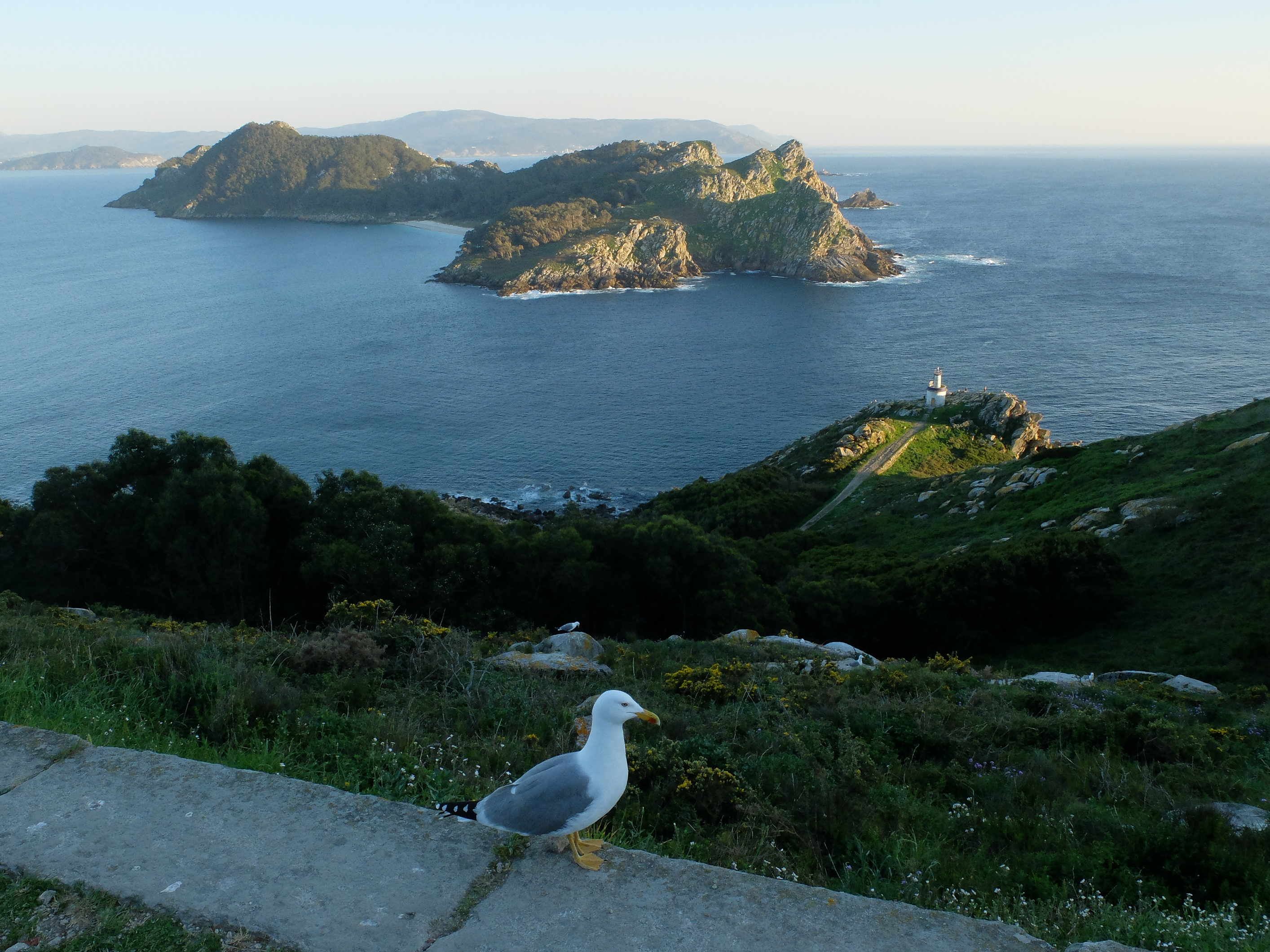
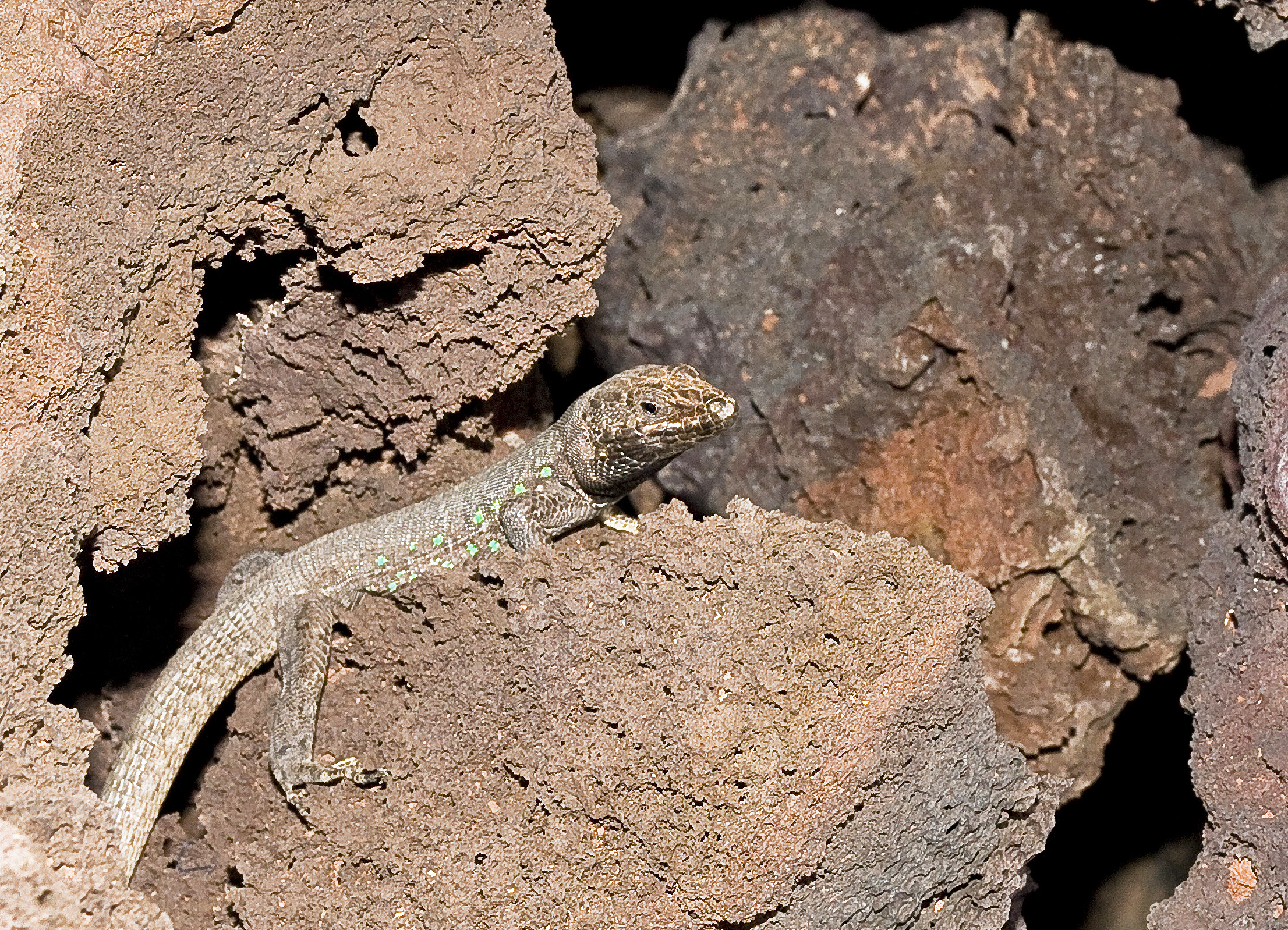